# Canal Griboiedov

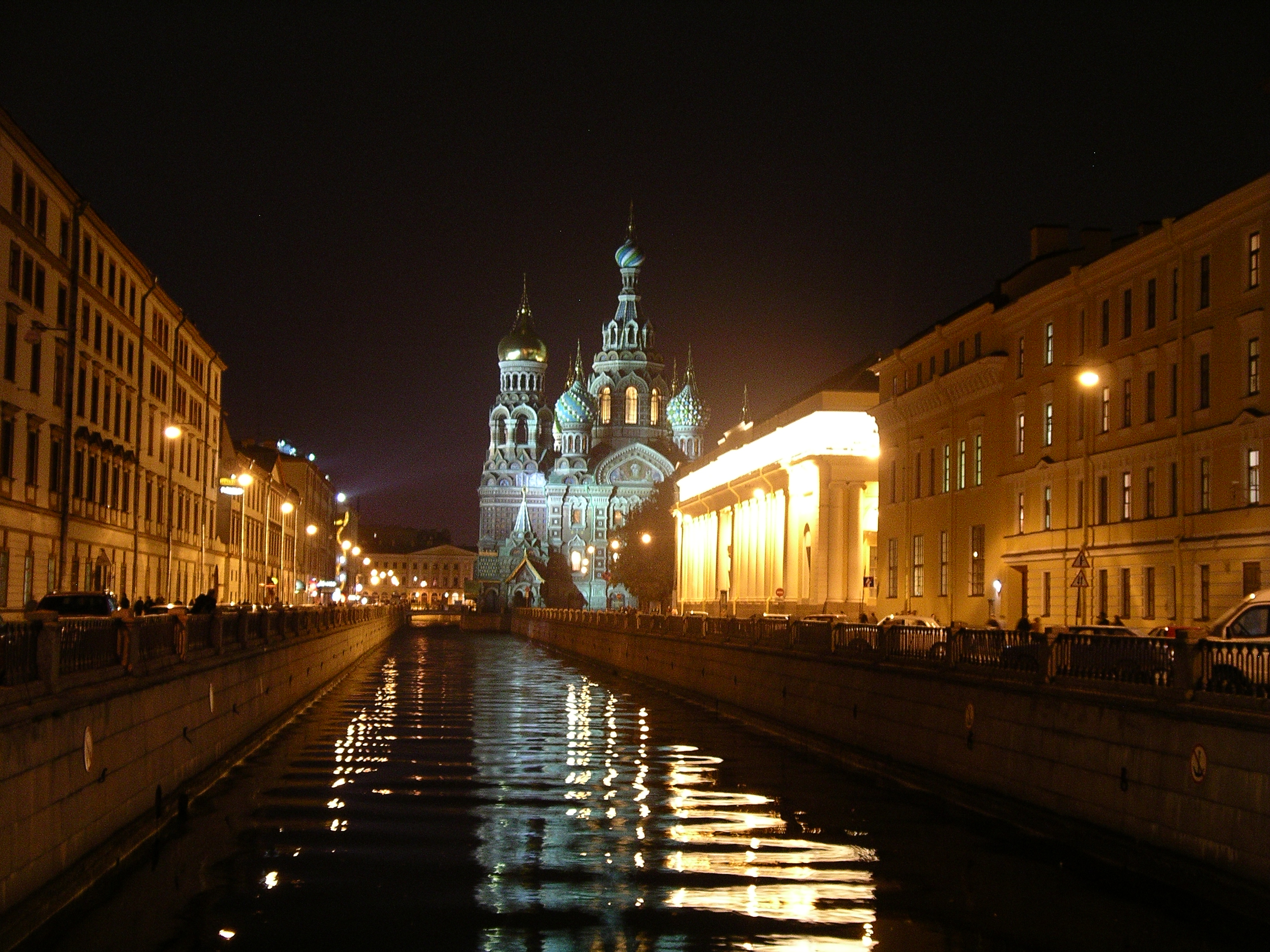
O Canal Gobriedov de noite.

O Canal Griboiedov (em russo: канал Грибоедова) é um canal em São Petersburgo, construído em 1739 na base do rio existente Krivusha. Entre 1764 e 1790, o canal foi aprofundado e as margens foram reforçadas e cobertas com granito.
O canal começa do rio Moika, perto do Campo de Marte. O canal flui para o rio Fontanka. O seu comprimento é de 5 km, com uma largura de 32 metros.
Antes de 1923 era chamado de Canal Catarina, em homenagem à Imperatriz Catarina a Grande, em cujo governo o canal foi aprofundado. As autoridades comunistas renomearam o canal em homenagem ao dramaturgo e diplomata russo Alexandr Griboiedov.
O canal também é considerado uma rua; Naberezhnaya Kanala Griboyedova (Cais do Canal Griboiedov), embora os moradores de São Petersburgo apenas dizem Kanal Griboyedova, Canal Griboiedov.